# 그레이트 레이드
《그레이트 레이드》(The Great Raid)는 오스트레일리아에서 제작된 존 달 감독의 2005년 액션, 드라마, 전쟁 영화이다. 제2차 세계대전 중 필리핀 루손섬의 연합군 포로 구출을 위해 실행되었던 카바나투안 급습에 관해 다루고 있다. 벤자민 브랫 등이 주연으로 출연하였고 로렌스 벤더 등이 제작에 참여하였다.

## 출연

### 주연
- 벤자민 브랫
- 제임스 프랭코
- 로버트 머몬
- 맥스 마티니
- 제임스 카피넬로
- 마크 콘슈로스
- 크레이그 맥라클란
- 프레디 조 판스워스
- 레어드 맥킨토시
- 제레미 캘러헌
- 스콧 맥린
- 파올로 몬탈반
- 클레인 크로포드
- 샘 워싱턴
- 로이스톤 이니스
- 다이아미드 하이든라이
- 루크 페글러

### 조연
- 데일 다이
- 제롬 엘러스
- 크리스티언 쉬미드
- 워윅 영
- 스티브 하맨
- 팀 캠벨
- 맷 도란
- 조셉 파인즈
- 마튼 초카스
- 로건 마샬 그린
- 니콜라스 벨
- 케니 도우티
- 아인 가디너
- 크리스토퍼 베이커
- 크리스토퍼 모리스
- 윌리엄 글루트
- 노엘 오닐
- 코니 닐슨
- 나탈리 잭슨 멘도자
- 유지니아 유엔
- 레즈 코테즈
- 벰볼 로코
- 마사 야마구치
- 유타카 이즈미하라
- 폴 나코치
- 켄 셍가
- 카즈히로 무로야마
- 리처드 조슨
- 케네스 모라레다
- 조단 리 쿠
- 리온 포드
- 매튜 뉴턴
- 바이런 J. 브로크만

## 기타
- 공동제작: 토니 윈리
- 협력프로듀서: 마크 턴벌
- 미술: 브루노 루베오
- 세트: 롤랜드 파이크
- 의상: 리지 가디너
- 배역: 보니 티머먼